# 佛像

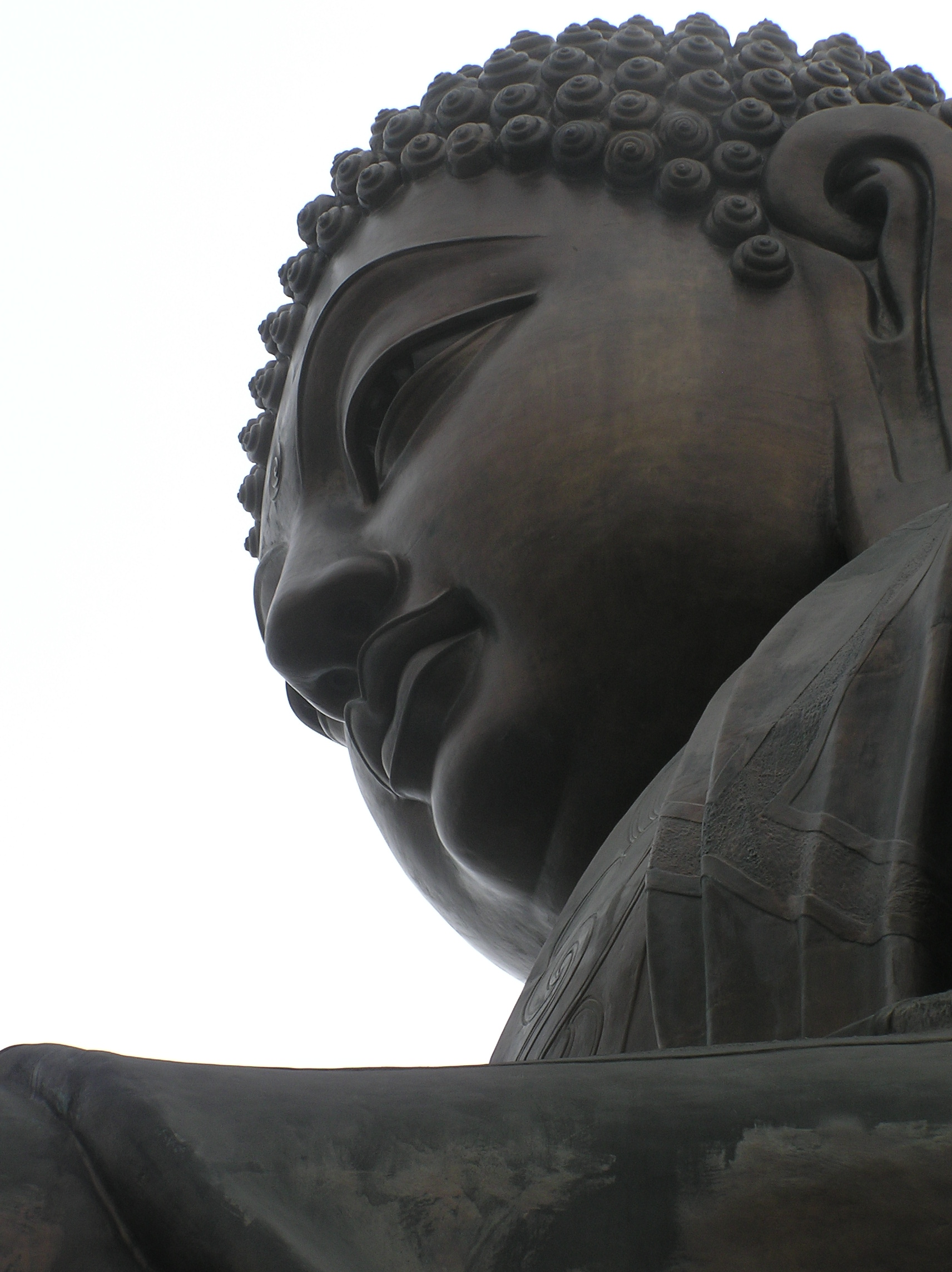

佛像，是佛、菩萨的塑像和画像的统稱。通常形相皆以世尊為主體，所以佛像有三十二相、八十種好的理想特徵。佛像的形體、容貌和姿儀通常追求祥和、寧靜、端祥、莊嚴。
佛像必须为完整的全身像，半身像或只有头部会被认为是不恭敬且不完整。

## 歷史
雖然某些傳世佛經宣稱釋迦牟尼在世時已有佛像，但學者一般認為，早期的印度佛教，不雕刻或繪畫釋迦牟尼的面容；佛陀是用符號來象徵的，如法輪象徵佛的「說法」、菩提樹則是代表「成道佛」、足跡則象徵「遊行佛」。佛教在印度時本來沒有藉由偶像或圖影表示釋尊；直至犍陀羅時期，大乘佛教開始流行，才有佛像的形成。
關於西元前二世紀為何沒有佛像的造作，谷響認為因佛陀相好莊嚴，不應以尋常人的型態看待；且《阿育王傳》卷2記載，弗那槃達（Puṇḍavardhana）尼乾陀（耆那教）弟子畫佛陀像令禮拜尼乾陀像，阿育王聞之大怒，於是將所有尼乾陀捕捉，加以屠殺，佛像也許因而被禁。
中國未經歷印度的造形像與否的衝突，直接接受釋迦牟尼畫作與塑像。《高僧傳》記載，東漢蔡愔攜西域釋迦像來中國，到洛陽後，漢明帝令畫工描繪。但此說經梁啟超等人考證，認為不可信。劉屹認為漢明帝時不可能有佛像傳入；漢桓帝時民間雖已有佛像出現，但宮廷祭祀應仍是保持無佛像的傳統。中原本土建造佛像的最早記載是《三國志》笮融挪用所掌糧道大立佛寺，大造佛像，以浴佛施食招徠信徒。而根據考古，2021年，陕西省考古研究院在咸阳市渭城区发掘了一处东汉晚期延熹元年（158年）墓地，墓室内出土两尊金铜佛像，是截至2021年中國出土時間最早的金铜佛像。

## 記載
根據《增一阿含經》卷二十八及《大唐西域記》卷五，記載跋蹉國優塡王（或譯作鄔陀衍那主， Udayana-vatsa）因思念佛陀，於是以栴檀木雕塑一尊五尺的佛陀形像，這是佛教雕塑佛像起源的傳說。
藏传佛教中有流傳《造像量度經》，是清乾隆七年（1742年）工布查布在北京從藏文譯本重譯為漢文，有關製造佛像度量的經典。

## 世界佛像一览

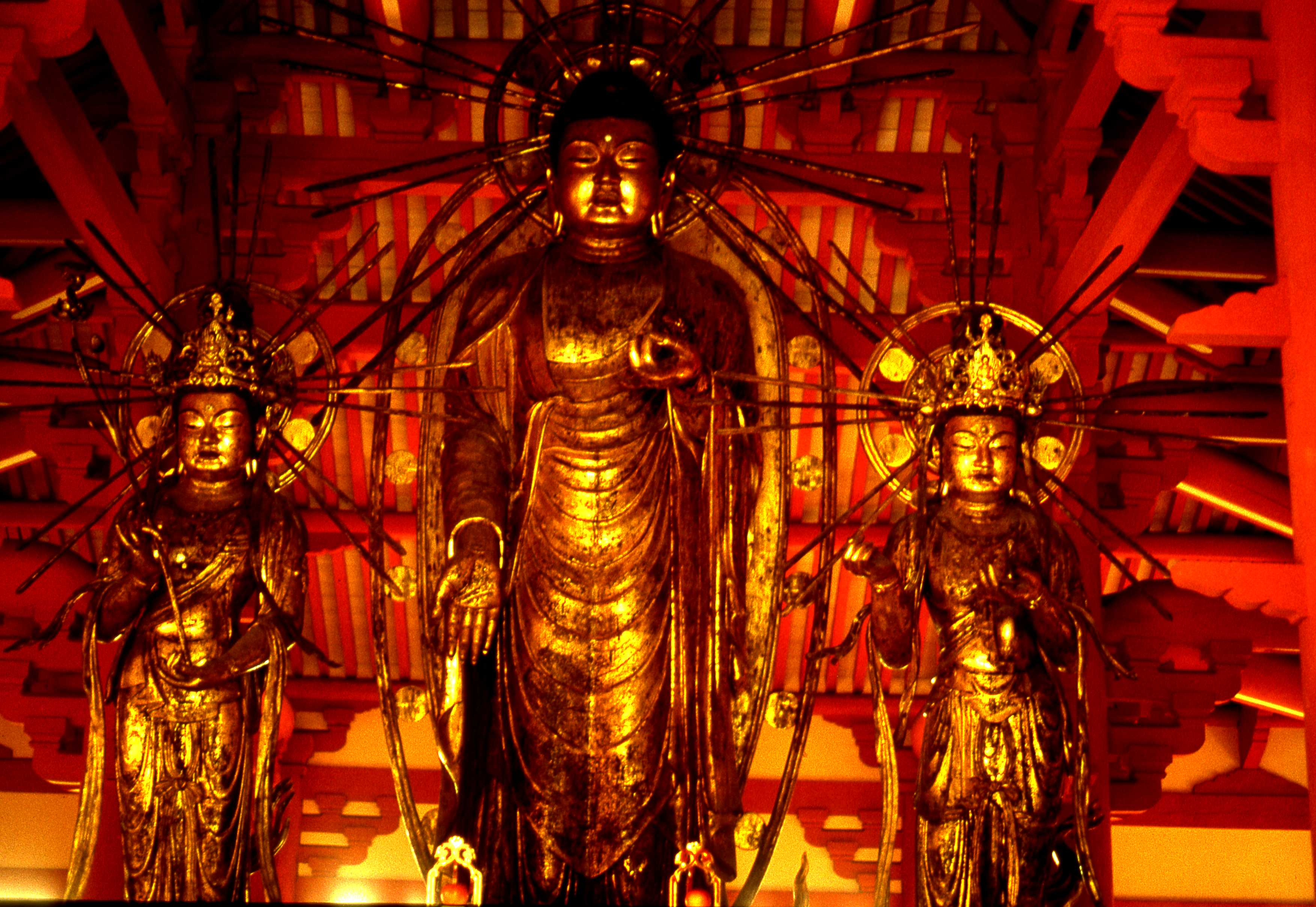
日本小野淨土寺阿彌陀佛三尊
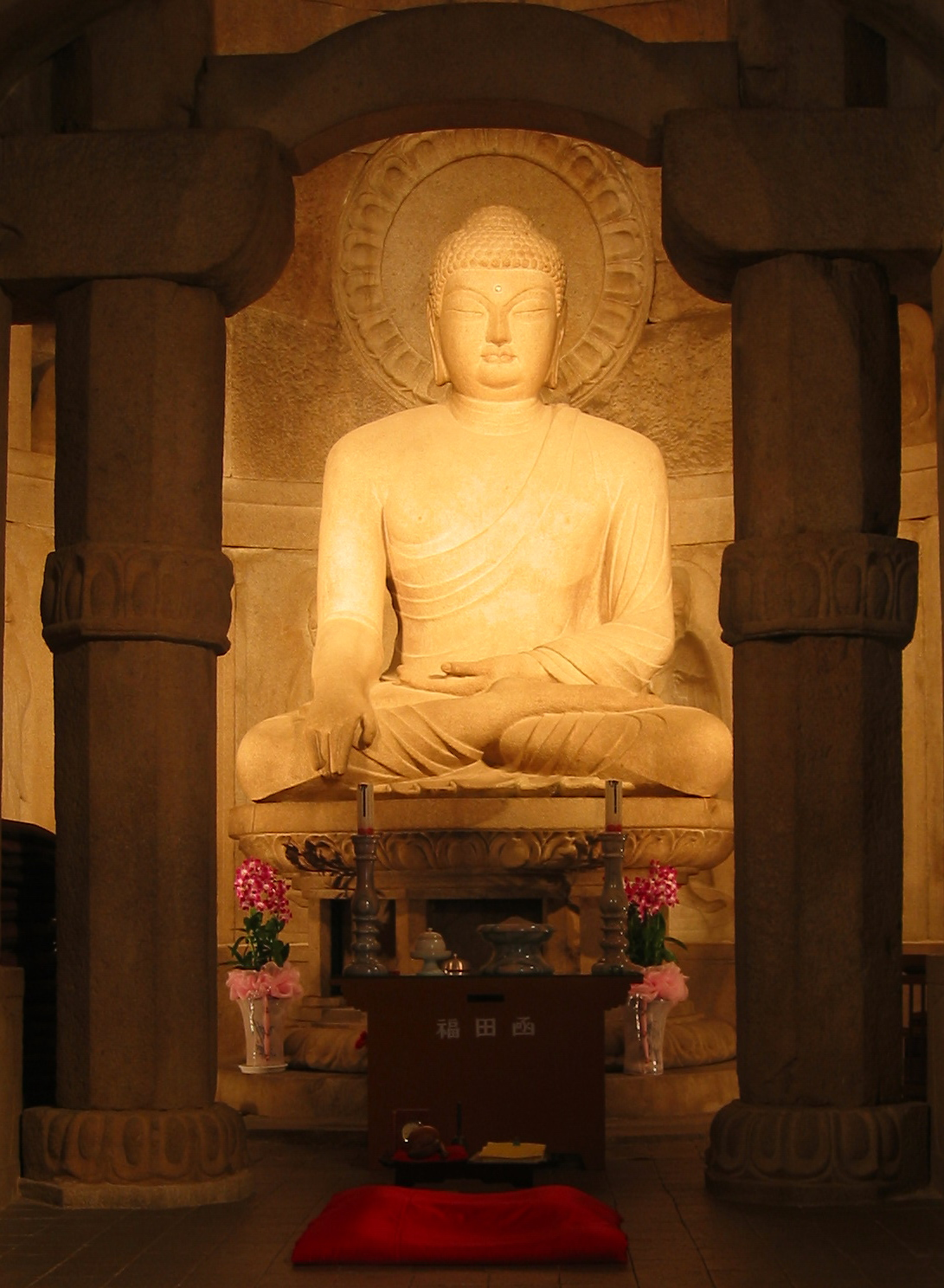
韩国石窟庵佛像
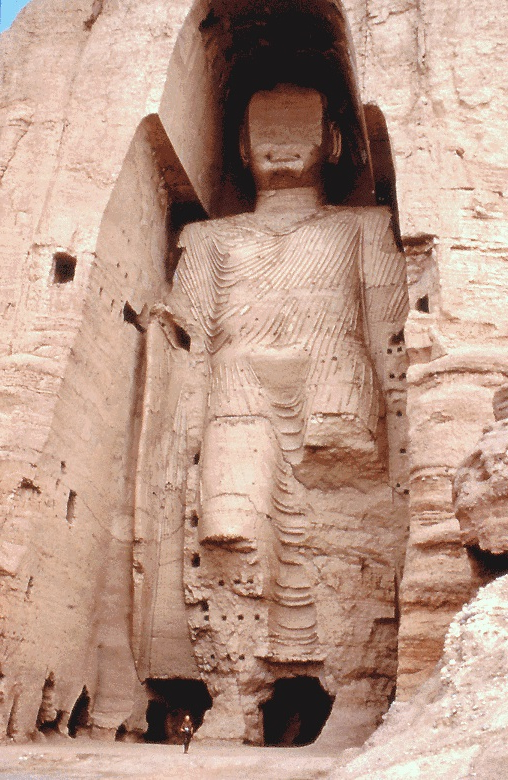
阿富汗巴米揚大佛
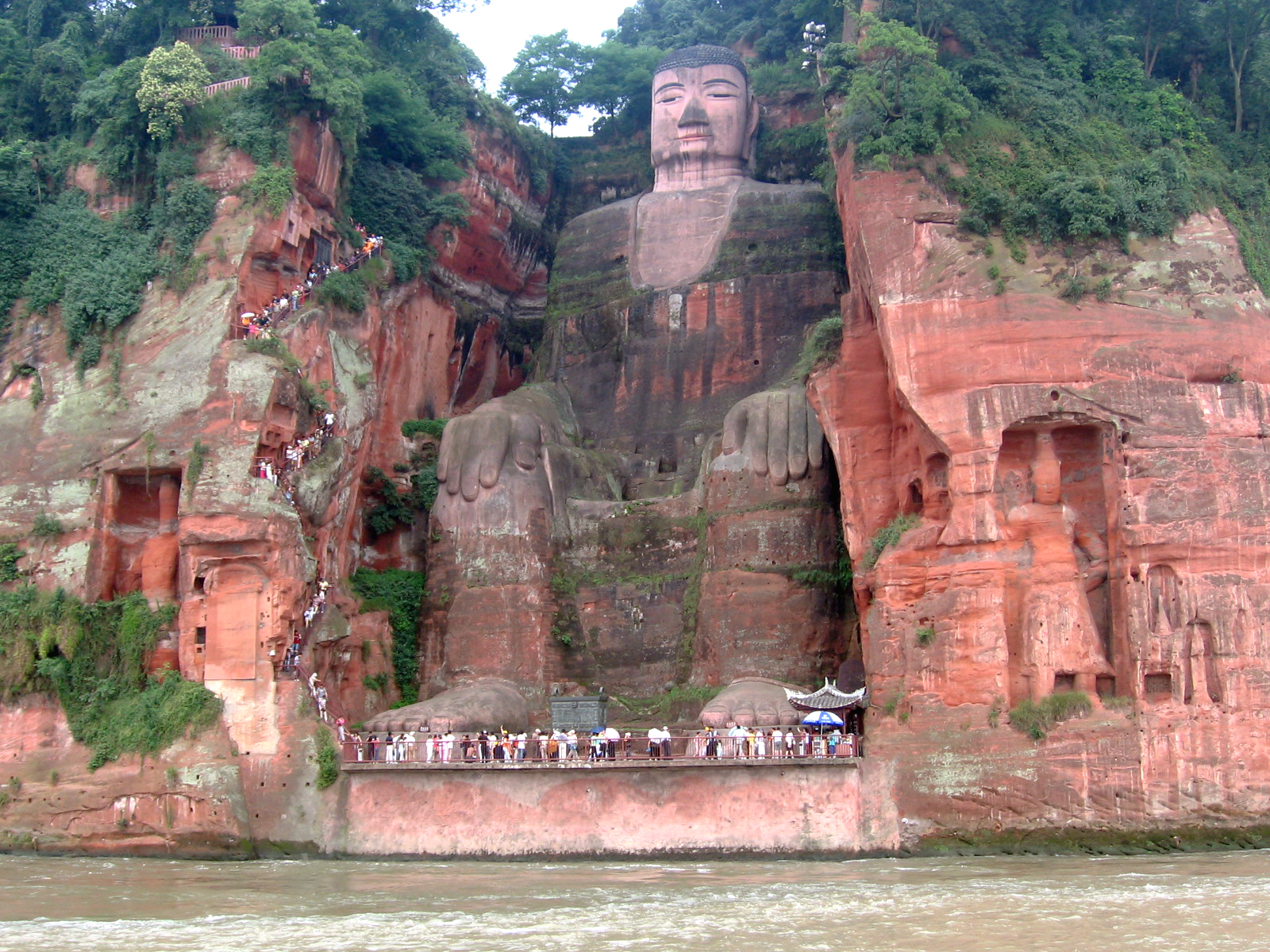
中國乐山大佛

## 延伸阅读
[在维基数据编辑]
 《欽定古今圖書集成·博物彙編·神異典·佛像部》，出自陈梦雷《古今圖書集成》

## 外部鏈接
- 东山健吾：〈麦积山石窟的创建与佛像的源流 （页面存档备份，存于）〉。
- 石松日奈子：〈中国古代石雕论——石兽、石人与石佛 （页面存档备份，存于）〉。
- 王靜芬：〈觸地印裝飾佛像在中國的形成與傳播[]〉。
- 八木春生：〈关于中国成都地区的佛教造像——以520-540年间造像为中心 （页面存档备份，存于）〉。
- 东山健吾：〈敦煌莫高窟北朝尊像图像学考察 （页面存档备份，存于）〉。
- 肥田路美：〈凉州番禾县瑞像故事及造型 （页面存档备份，存于）〉。
- 肥田路美：〈唐代菩提伽耶金刚座真容像的流布 （页面存档备份，存于）〉。
- 印度早期造像藝術之探討 （页面存档备份，存于）
- 佛像入門首頁_佛像
- 相好莊嚴－ 佛道兩  教「相好」概念 初探
- 《大毘婆沙論》佛陀論之探討 （页面存档备份，存于）
- 華雨集第二冊－第三節 造像與寫經 （页面存档备份，存于）